# Polnische Eishockeyliga 1954/55
Die Saison 1954/55 war die 20. Austragung der polnischen Eishockeymeisterschaft. Meister wurde zum insgesamt sechsten Mal in der Vereinsgeschichte Legia Warszawa.

## Modus
Die Meisterschaft wurde zunächst in der Hauptrunde in zwei regionale Gruppen aufgeteilt. Die beiden Erstplatzierten jeder Gruppe qualifizierten sich für die Finalrunde. Der Erstplatzierte der Finalrunde wurde Meister. Die Mannschaften auf den Plätzen 3 und 4 der beiden Hauptrundengruppen bestritten eine Platzierungsrunde um Platz 5. Für einen Sieg erhielt jede Mannschaft zwei Punkte, bei einem Unentschieden gab es einen Punkt und bei einer Niederlage null Punkte.

## Hauptrunde

### Gruppe I
|    | Klub                |
| -- | ------------------- |
| 1. | Legia Warszawa      |
| 2. | KS Pomorzanin Toruń |
| 3. | Gwardia Katowice    |
| 4. | Sparta Nowy Targ    |

Sp = Spiele, S = Siege, U = unentschieden, N = Niederlagen, OTS = Overtime-Siege, OTN = Overtime-Niederlage, SOS = Penalty-Siege, SON = Penalty-Niederlage

### Gruppe II
|    | Klub              |
| -- | ----------------- |
| 1. | Górnik Katowice   |
| 2. | Gwardia Bydgoszcz |
| 3. | KTH Krynica       |
| 4. | Sparta Cieszyn    |
| 5. | Włókniarz Zgierz  |

Sp = Spiele, S = Siege, U = unentschieden, N = Niederlagen, OTS = Overtime-Siege, OTN = Overtime-Niederlage, SOS = Penalty-Siege, SON = Penalty-Niederlage

## Zweite Saisonphase

### Finalrunde
|    | Klub                | Sp | Tore  | Punkte |
| -- | ------------------- | -- | ----- | ------ |
| 1. | Legia Warszawa      | 3  | 24:6  | 6      |
| 2. | Gwardia Bydgoszcz   | 3  | 13:15 | 4      |
| 3. | Górnik Kattowitz    | 3  | 19:13 | 2      |
| 4. | KS Pomorzanin Toruń | 3  | 6:28  | 0      |

Sp = Spiele, S = Siege, U = unentschieden, N = Niederlagen, OTS = Overtime-Siege, OTN = Overtime-Niederlage, SOS = Penalty-Siege, SON = Penalty-Niederlage

### Platzierungsrunde um Platz 5
|    | Klub             | Sp | Tore  | Punkte |
| -- | ---------------- | -- | ----- | ------ |
| 5. | Gwardia Katowice | 3  | 11:8  | 4      |
| 6. | Sparta Nowy Targ | 3  | 17:13 | 4      |
| 7. | KTH Krynica      | 3  | 8:11  | 2      |
| 8. | Sparta Cieszyn   | 3  | 13:17 | 2      |

Sp = Spiele, S = Siege, U = unentschieden, N = Niederlagen, OTS = Overtime-Siege, OTN = Overtime-Niederlage, SOS = Penalty-Siege, SON = Penalty-Niederlage